# Grabplatte für Jean de Fouilleux

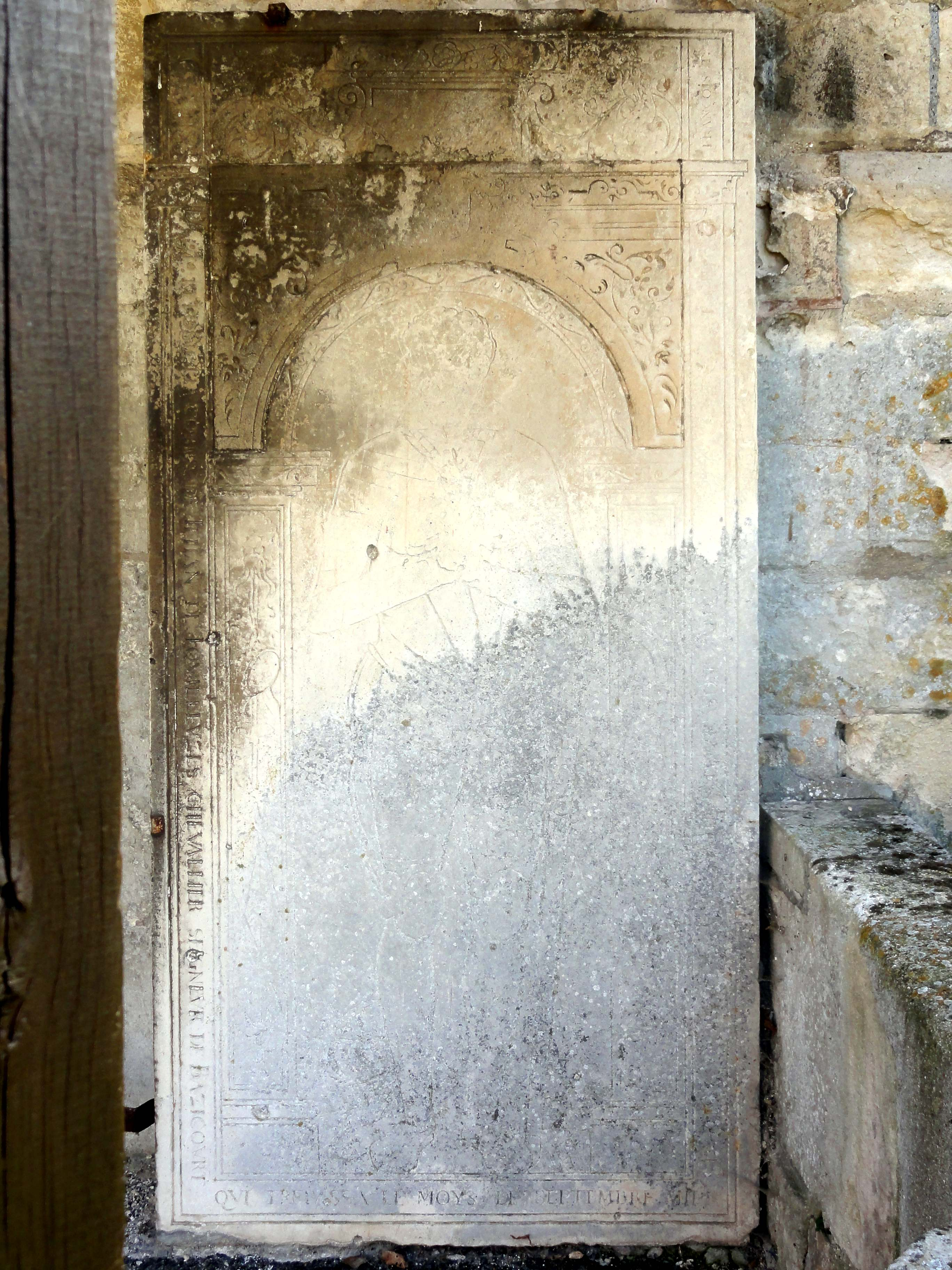
Grabplatte für Jean de Fouilleux in Bazicourt

Die Grabplatte für Jean de Fouilleux in der Kirche St-Nicolas von Bazicourt, einer französischen Gemeinde im Département Oise in der Region Hauts-de-France, wurde 1615 geschaffen. Die Grabplatte wurde im Jahr 1913 als Monument historique in die Liste der denkmalgeschützten Objekte (Base Palissy) in Frankreich aufgenommen.
Auf der Grabplatte aus Kalkstein wird der Verstorbene mit Rüstung und Schwert, seine Hände sind zum Gebet gefaltet, in Form eines Ritzbildes dargestellt. Er wird von einem Architekturdekor mit Bogen und Pilastern umgeben. Am Rand ist eine Inschrift mit der Jahreszahl 1615 erhalten. 
Die Steinplatte hat im unteren Teil Schäden, die durch Wassereinbruch verursacht wurden.